# ピエリッチ・シーバート
ピエリッチ・シーバート（Pierich Siebert、2001年4月18日 - ）は、ジャパンラグビーリーグワン東京サントリーサンゴリアスに所属するラグビーユニオン選手。

## プロフィール
- 南アフリカ出身。
- ポジションはフランカー(FL)、ナンバーエイト(No8)。
- 身長 187 cm、体重 109 kg

## 略歴
2020年、パールジムナジウム高校卒業後、立正大学に入る。なおパールジムナジウム高校時代、U18ウェスタン・プロヴァンス州代表に選ばれたことがある。
2024年、立正大学卒業後、東京サントリーサンゴリアスに加入。